# 菊池忍
菊池 忍（きくち しのぶ、1970年7月7日 - ）は、岩手県水沢市（現奥州市）出身のサッカー指導者。

## 学歴
- 岩手県立水沢高等学校
- 東海大学

## 指導歴
- 国体静岡県少年チーム
- 1996年 - 2002年  名古屋グランパスエイト
  - 1996年 -1998年 ユース担当 トレーナー
  - 1999年 サテライト担当 トレーナー
  - 2000年 - 2001年 アシスタントフィジカルコーチ
  - 2002年 フィジカルコーチ
- 2003年 - 2004年  ジュビロ磐田
  - 2003年 ユース担当 フィジカルコーチ
  - 2004年 サテライト担当 フィジカルコーチ
- 2005年 - 2006年  サガン鳥栖 フィジカルコーチ
- 2007年 - 2009年  ジュビロ磐田 ホームタウン推進部 育成センター フィジカル担当
- 2010年 - 2013年  サガン鳥栖 フィジカルコーチ[1]
- 2014年  カマタマーレ讃岐 U-15コーチ
- 2015年  湘南ベルマーレ フィジカルコーチ[2]
- 2016年 - 2017年  名古屋グランパスエイト フィジカルコーチ
- 2018年  アビスパ福岡 フィジカルコーチ
- 2019年  徳島ヴォルティス リハビリテーション・フィットネスコーチ[3]
- 2020年  ジェフユナイテッド千葉 フィジカルコーチ
- 2021年  カマタマーレ讃岐 フィジカルコーチ
- 2022年  栃木SC フィジカルコーチ[4]
- 2023年 - 同年9月  FC琉球 フィジカルコーチ[5]
- 2024年  青島西海岸足球倶楽部 フィジカルコーチ
- 2025年 -  カターレ富山 フィジカルコーチ[6]